# Coppa Agostoni
Coppa Agostoni, ibland kallad Giro della Brianze, är en norditaliensk endagstävling i landsvägscykling som avhålls årligen (undantaget 1962) sedan 1946 i Brianza, Lombardiet. Start och mål är belägna i Lissone. Den ingår i UCI Europe Tour klassad som 1.1 och utgör tillsammans med Tre Valli Varesine och Coppa Bernocchi "tredagarstävlingen" Trittico Lombardo. 1987 räknades tävlingen även som italienskt mästerskap. Tävlingen var endast öppen för amatörer fram till och med 1958.
Tävlingen är uppkallad efter den italienske tävlingscyklisten Ugo Agostoni, född i Lissone 1893 och död 1941, som var professionell 1911-1924 och inom cykelsporten mest är känd för sin vinst i Milano-Sanremo 1914. Han vann Giro dell'Emilia 1912 och blev tvåa totalt i Giro d'Italia samma år (dock utan etappseger, men det fick han en 1920).

## Segrare
2024  Marc Hirschi
2023  Davide Formolo
2022  Sjoerd Bax
2021  Aleksej Lutsenko
2020 Ingen tävling
2019  Alexandr Riabushenko
2018  Gianni Moscon
2017  Michael Albasini
2016  Sonny Colbrelli
2015  Davide Rebellin
2014  Niccolò Bonifazio
2013  Filippo Pozzato
2012  Emanuele Sella
2011  Sacha Modolo
2010  Francesco Gavazzi
2009  Giovanni Visconti
2008  Linus Gerdemann
2007  Alessandro Bertolini
2006  Alessandro Bertolini
2005  Paolo Valoti
2004 Ingen segrare
2003  Francesco Casagrande
2002  Laurent Jalabert
2001  Francesco Casagrande
2000  Jan Ullrich
1999  Massimo Donati
1998  Andrea Tafi
1997  Massimo Apollonio
1996  Filippo Casagrande
1995  Gianni Bugno
1994  Oscar Pelliccioli
1993  Davide Cassani
1992  Stefano Colagè
1991  Davide Cassani 
1990  Maurizio Fondriest
1989  Dmitrij Konysjev
1988  Gianni Bugno
1987  Bruno Leali
1986  Marino Amadori
1985  Acacio Da Silva
1984  Franco Chioccioli
1983  Alfons De Wolf
1982  Giuseppe Saronni
1981  Francesco Moser
1980  Cees Priem
1979  Giovanni Battaglin
1978  Giuseppe Saronni
1977  Francesco Moser
1976  Roger De Vlaeminck
1975  Roger De Vlaeminck
1974  Felice Gimondi
1973  Arnaldo Caverzasi
1972  Mauro Simonetti
1971  Franco Bitossi
1970  Eddy Merckx
1969  Franco Bitossi
1968  Claudio Michelotto
1967  Franco Bitossi
1966  Felice Gimondi
1965  Tommaso De Pra
1964  Italo Zilioli
1963  Jaime Alomar
1962 Ingen tävling
1961  Giovanni Bettinelli
1960  Pietro Chiodini
1959  Michele Gismondi
1958  Giacobbe Boggian
1957  Carlo Zorzoli
1956  Silvano Tessari
1955  Lino Pizzoferrato
1954  Aldo Moser
1953  Andrea Barro
1952  Ezio Bicocca
1951  Renzo Accordi
1950  Giorgio Albani
1949  Antonio Ausenda
1948  Luigi Malabrocca
1947  Franco Fanti
1946  Luigi Casola